# Batalla de Agridi
La batalla de Agridi tuvo lugar el 15 de junio de 1232 entre las fuerzas leales a Enrique I de Chipre (incluida la familia Ibelín) y el ejército imperial de Federico II Hohenstaufen, integrado mayoritariamente por hombres de Lombardía. El resultado fue el final del asedio al Castillo de Dieudamour, un castillo de los Ibelín en Chipre, tras la victoria del ejército del Reino de Chipre.
Federico II, como regente de su joven hijo, Conrado II de Jerusalén, nombró a cinco bailíos para gobernar el Reino de Chipre, en gran medida debido a la desconfianza que tenía en la nobleza local. Esta medida fue desaprobada por la familia Ibelín que, apoyada por el gobierno del Rey de Chipre (feudatario de Jerusalén) y de Jerusalén, declaró la guerra a los cinco bailíos. Al principio de 1232, el bailío Aimerico Barlais tomó el control de casi todas las fortalezas importantes de la isla, a excepción de Dieudamour y Buffavento. Los Ibelín respondieron intentando conseguir una alianza con los genoveses, ofreciéndoles privilegios comerciales en los puertos chipriotas, así como terrenos. Sin embargo no llegaron a alcanzar ningún acuerdo.
Los Ibelín y los chipriotas reunieron un escasa fuerza de 233 caballeros, en contraste con la poderosa fuerza lombarda de 2.000 caballeros. Su ejército se dividió en cinco batallones. Cuatro se alinearon bajo el mando de Hugo de Ibelín, Anceau de Brie, Balduino de Ibelín, y Juan de Cesarea. Balián de Ibelín, aunque se suponía que debería estar en la retaguardia, se alineó en la vanguardia junto a Hugo y Anceau. La retaguardia fue comandada por Juan de Ibelín y Enrique I de Chipre.
La vanguardia lombarda fue dirigida por Gautier de Manepeau, que cargó contra la retaguardia de los Ibelín antes de volverse para liderar a sus hombres contra el cuarto batallón de Juan de Cesarea, pero fueron rechazados y huyeron. El segundo batallón lombardo hizo una carga con éxito contra las fuerzas de Hugo, pero los hombres de Anceau acudieron rápidamente al rescate de estos últimos. Después de esto, «la batalla posterior se desarrolló como una serie de confusos combates individuales, en los que se realizaron algunas grandes hazañas de armas... aunque iniciada desde una ordenada posición, [la carga] ha sido simplemente el preludio de una desordenada melé.»
Durante la melé (combate cerrado), Berart de Manepeau fue desmontado por Anceau de Brie. Diecisiete compañeros se desmontaron para ayudarle, pero fueron masacrados por sargentos a pie antes de que Berart pudiera recuperarse. El joven Balián ganó fama defendiendo un paso de las fuerzas lombardas. Al final, la llegada de entre 50 y 60 sargentos a pie desde la ciudad de Agridi fue fundamental para el éxito de los Ibelín.
Después de la batalla, Juan de Ibelín, con el dinero facilitado por Enrique I de Chipre, contrató a trece genoveses para que le ayudaran en el asedio de Kyrenia.